# Divina adoratriz de Amón

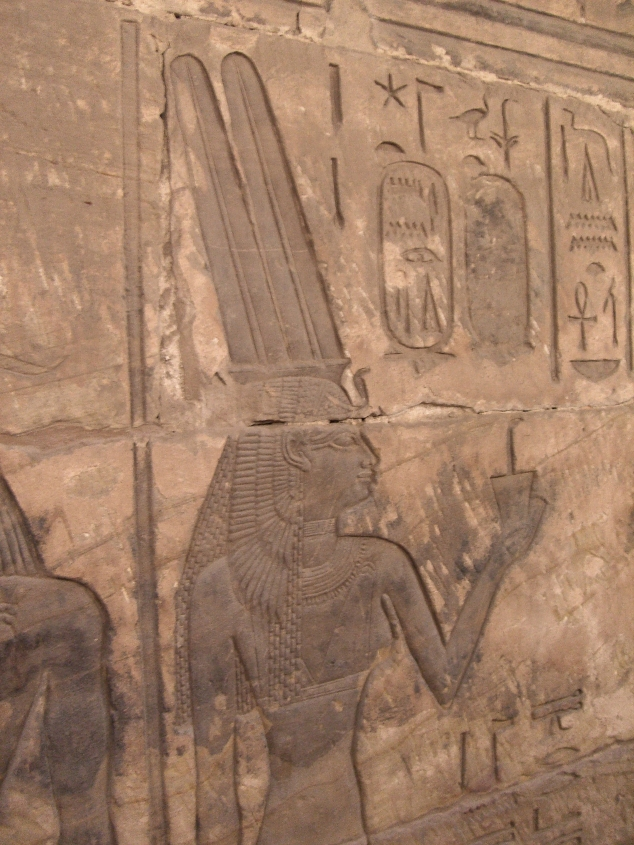
Amenirdis I, Divina adoratriz de Amón. Templo de Medinet Habu.

Divina adoratriz de Amón era un segundo título creado para la gran sacerdotisa de Amón. Durante el primer milenio a. C. cuando el clero de este dios ejercía su máxima influencia, el poder de la divina adoratriz era una garantía para facilitar la transferencia de poder de uno a otro faraón, dado que cada una de ellas adoptaba a una hija del faraón para que fuese heredera del cargo. La divina adoratriz gobernaba los dominios del templo y cobraba los impuestos, por lo que tenía el control de una parte importante de la economía egipcia. 
Esposa del dios Amón, otro título similar para la suma sacerdotisa, se creó para una hija del sumo sacerdote de Amón durante el reinado de Hatshepsut, y continuó como un cargo importante mientras que la capital de Egipto se mantuvo en Tebas.

## Funciones
Al proclamar a una nueva divina adoratriz se grababa su nombre en un cartucho que recogía también el título de amada de Mut, derecho que compartía con la gran esposa real. Era la encargada de inaugurar santuarios, dirigir ritos y consagrar las ofrendas, funciones que hasta ese momento habían correspondido al faraón. También asistía a los jubileos reales y a los festivales Sed. La ayudaba en la administración el Amigo del Rey, generalmente el chaty, que era quien realmente llevaba el control económico.

## Apogeo del cargo

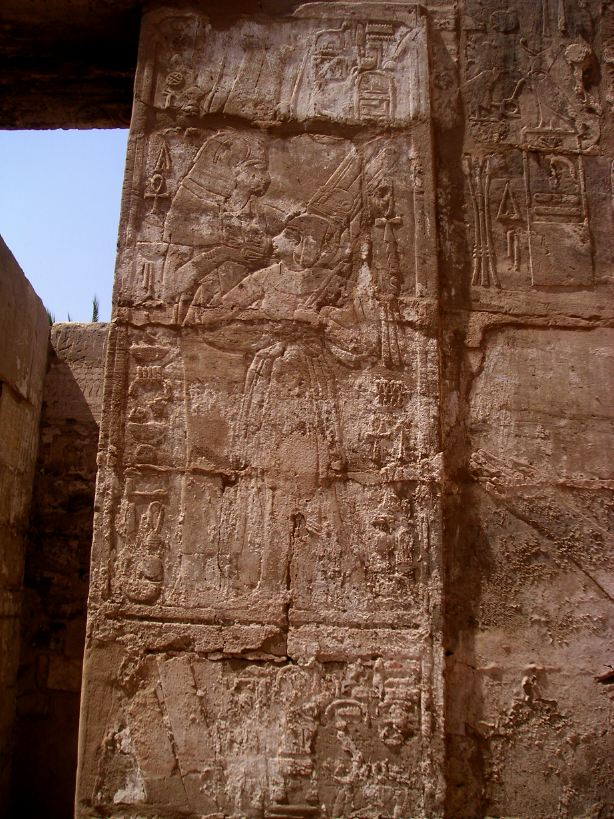
Representante en relieve del adorador divino Chépénoupet Ire - Templo d'Osiris Heka-Djet à Karnak - XXIII dinastía Egipto

El título de divina adoratriz de Amón acompañó a un resurgimiento del título de esposa del dios (que había caído en desuso), primero en un intento de debilitar el poder de la herencia matrilineal, y luego cuando el culto de Amón fue reprimido por Akenatón en la dinastía decimoctava y más tarde eclipsado por otras deidades al cambiar la capital. El título fue reactivado en la Dinastía XX, cuando lo obtuvo la hija de Ramsés VI, Aset, que se mantuvo en el cargo entre 1145 y 1137 a. C. Aset nunca se casó (parece haber sido la primera célibe entre las Divinas Adoratrices), estableciendo esta nueva tradición regulada durante la Dinastía XXI por Pinudjem I, Sumo sacerdote de Amón, que indicó que la divina adoratriz adoptase a su sucesora, y que ejercieran conjuntamente hasta la muerte de la primera. A esta norma los faraones unieron el decidir ellos la adopción de la sucesora. El rey imponía que fuese una de sus hijas para que se aprobase la subida al trono del siguiente faraón. En general, la tradición se mantuvo y el cargo era ocupado por la hija del rey coetáneo, que había sido adoptada por la anterior divina adoratriz.
El cargo llegó a su máximo poder político al final del tercer periodo intermedio cuando Shepenupet I (754 – 714 a. C.), hija de Osorkon III, fue nombrada para el puesto. El rey kushita Kashta, a su vez, la persuadió para que adoptase a su hija Amenirdis I (740 – 720 a. C.) como su heredera para afianzar su poder en el Alto Egipto. El gran prestigio de este cargo se pone de manifiesto en la tumba de Amenirdis en Medinet Habu.  
Hacia el final del tercer período intermedio y el inicio del periodo tardío, durante las dinastías XXV y XXVI, el poder de la divina adoratriz se encontraba en su apogeo tanto política como económicamente. Como el papel de los sumos sacerdotes de Amón pasó de tener un papel espiritual a uno más "terrenal", la divina adoratriz se convirtió en mantenedora del principal centro de culto de Amón en Tebas. Fueron Divinas Adoratrices Shepenupet II (710 – 650 a. C.), hija de Pianjy, y Amenirdis II (670 – 640 a. C.), hija de Taharqo. Durante la vigésima sexta dinastía, el rey saíta Psamético I, tras reunificar Egipto en 656 a. C., obligó a la esposa del dios del momento, Amenirdis II, a adoptar a su hija Nitocris I como sucesora al cargo, en el que permaneció 70 años, del 656 hasta su muerte en 586 a. C.
La estela de la adopción de Nitocris relata detalladamente la ceremonia:
Le he dado mi hija para que sea la esposa del dios, y la ha dotado mejor que a las que estaban antes de ella. Seguramente le será grato su culto y protegerá la tierra que se le entregó.
En aquel momento las dinastías gobernantes eran originarias del delta del Nilo, y el puesto de divina adoratriz era un medio para garantizar las relaciones pacíficas con la región tebana, donde estaba centrado el culto a Amón. Varias de las capillas mortuorias de estas sacerdotisas se construyeron en la orilla oeste del río, cerca del templo de Ramsés III en Medinet Habu. 
Debido al poder y el prestigio de las Divinas Adoratrices, la ceremonia de aprobación del heredero por la titular fue utilizada por los faraones del Delta como un medio para asentar su poder en el sur de Egipto, de la misma manera que había sido utilizada por los reyes kushitas en el norte, aunque ese poder quedaba limitado a los alrededores de Tebas, que era el centro del culto. La última divina adoratriz fue Anjnesneferibre (595 – 525 a. C.), hija de Psamético II, a la que adoptó Nitocris. Gobernó 60 años, hasta que el cargo fue abolido en el año 525 a. C. cuando su sobrino-nieto Psamético III fue vencido por el rey persa Cambises II, que conquistó Egipto. Anjnesneferibre había adoptado a Nitocris II, que no llegó a ejercer en solitario.